# Mattia Binotto
Mattia Binotto (Lausana, Suiza, 3 de noviembre de 1969) es un ingeniero automotriz italiano que desempeñó la función de jefe de equipo de la Scuderia Ferrari en Fórmula 1. Fue nombrado para el cargo el 7 de enero de 2019, reemplazando a Maurizio Arrivabene, pero el 29 de noviembre de 2022, la Scuderia Ferrari confirmó su dimisión de su cargo de jefe de equipo. El 23 de julio de 2024 se anunció su vuelta como director técnico de la futura escudería Audi en 2026.

## Carrera
Binotto obtuvo títulos en Ingeniería de Vehículos a nivel de licenciatura en la Escuela Politécnica Federal de Lausana en 1994 y luego una Maestría en Ingeniería de Vehículos Motorizados en la Universidad de Módena y Reggio Emilia. En 1995 se unió a la Scuderia Ferrari dentro del departamento de motores. Formó parte del equipo durante los exitosos comienzos de la década de 2000. En 2014 se hizo responsable del departamento de motores, antes de que fuera nombrado Director Técnico de Ferrari en julio de 2016, reemplazando a James Allison. En 2019 fue ascendido a Director de Equipo después de que Maurizio Arrivabene dejara el equipo. En 2020 abandonó su puesto de Director Técnico para centrarse en exclusividad al de Director de Equipo. Ocuparía este rol hasta noviembre de 2022, siendo reemplazado por Frédéric Vasseur, dando fin a 28 años dentro del equipo Ferrari. Desde entonces, el ingeniero suizo se encuentra libre para ser contratado por otro equipo de la parrilla y Alpine F1 parece haber contactado con él para intentar hace realidad su fichaje.